# Mejuwet
Mejuwet is een bestuurslaag in het regentschap Bojonegoro van de provincie Oost-Java, Indonesië. Mejuwet telt 2131 inwoners (volkstelling 2010).